# Church Ridge
Church Ridge (in lingua inglese: Dorsale Church) è una dorsale antartica che si sviluppa in direzione sudovest, lunga 19 km e caratterizzata da numerosi picchi che superano i 2.000 m. La dorsale separa il flusso del Ghiacciaio Church da quello del Ghiacciaio Leander, nei Monti dell'Ammiragliato, in Antartide.
La dorsale è stata mappata dall' United States Geological Survey (USGS) sulla base di rilevazioni e foto aeree scattate dalla U.S. Navy nel periodo 1960-63.
La denominazione è stata assegnata dall' Advisory Committee on Antarctic Names (US-ACAN) in onore del comandante A.E. Church, della U.S. Navy, viceresponsabile del gruppo di ingegneri civili dell' U.S. Naval Support Force in Antartide nel 1967 e 1968.